# Amphimallon lusitanicum
Amphimallon lusitanicum är en skalbaggsart som beskrevs av Gyllenhall 1817. Amphimallon lusitanicum ingår i släktet Amphimallon och familjen Melolonthidae. Inga underarter finns listade i Catalogue of Life.